# 久济诺区
久济诺区（俄語：район Зюзино）是莫斯科西南行政区的一区，面积5.45平方公里，人口123,288人。纳希莫夫大道站、塞瓦斯托波尔站、久济诺站和卡霍夫卡站位于该区内。